# Stanton, North Dakota
Stanton är administrativ huvudort i Mercer County i North Dakota. Enligt 2020 års folkräkning hade Stanton 368 invånare.